# Зельвенский, Давид Александрович
Давид Александрович Зельвенский  род. 10 октября 1930, Рыбница, Молдавская АССР) — советский и израильский военный историк, публицист, организатор музейного дела.

## Биография
Отец, техник-интендант 2-го ранга 466-го полевого автохлебзавода Соломон Давидович Зельвенский (1909—1943), погиб на фронте под г. Харьков весной 1943 года . Д.Зельвенский  окончил  Одесское  подготовительное  артиллерийское училище (1948) и Тбилисское горно-артиллерийское училище имени 26 Бакинских комиссаров (1951),  исторический факультет Свердловского университета (1963), Высшие офицерские курсы «Выстрел» (1968) и Высшие музейные курсы Министерства культуры СССР (1972).
…Служил в Прикарпатском военном округе  в 38- й армии, которой командовал Герой Советского  Союза генерал - полковник Я. Г. Крейзер (1951 - 1955). В 1955 году был переведен в Сибирский  военный округ , где служил в войсках  (Ишим, Омск), а также  в Томском артиллерийском училище,   реорганизованном   в   Томское  высшее военное  училище связи , на военной кафедре Томского государственного  университета.  Преподавал  курс   «История войн и военного искусства». Воинское звание  - подполковник.
Во время  воинской службы  занимался также музейным  делом : был автором ряда проектов  и непосредственно  участвовал в создании  военно- исторических  музеев , в том числе Музея истории Томского  артиллерийского, а затем высшего училища  связи; музея НИИ госуниверситета  и др. В 1968 году по приказу Минобороны участвовал  в  создании  новой  экспозиции войск связи и реконструкции  известного   Ленинградского Артиллерийского музея  на кронверке Петропавловской крепости .
После увольнения из армии  в 1976 году  и переезда семьи в Кишинев , работал заведующим отдела  Республиканского   военно - исторического музея  и  выставки  вооружения  Великой Отечественной войны на Воинском Мемориале  столицы. За время работы  создал также  ряд  общественных  музеев: воинской  славы  для молодежи и  музей в  14-й армии. Организовал  , ставший традиционным,   ежегодный , поход  1000 школьников  по местам боевых действий  Ясско - Кишиневской операции , руководил  движением следопытов республики.   Был главным редактором культурно-публицистического ежемесячника «Рандеву». Восстановил с помощью  духовных лиц и семьи  деятельность старинной Кишиневской ешивы ( еврейской  духовной семинарии) и был назначен ее директором - администратором .
В 1994 году поселился  с семьей в Израиле. В 1995 году,  из собранных  за десятилетия исторических материалов, создал первый в Израиле музей об  участии 1,5 млн. евреев во Второй мировой войне и тысячелетних военных традициях народа  -  «Энергия мужества»( в г.Натании, затем переехал в г. Хадеру ).  Возглавил  военно-историческую и музейную комиссию Израильского Союза ветеранов Второй мировой войны.  Организовал  общественное   движение по созданию повсеместно в отделениях Союза ветеранов  Комнат и музеев  Воинской славы .  В качестве  их научной основы   разработал  наглядное пособие : документальную выставку « На линии огня» - о  воинах - евреях СССР во Второй мировой войне . Методическим центром  является музей «Энергия мужества « . Итогом работы явилось создание  Комнат и музеев Воинской славы в 50 городах Израиля .
НАГРАДЫ  И ПОЧЕТНЫЕ ЗВАНИЯ
Орден Почета  1991   Верховный Совет СССР
Медаль Почета США 2002 Национальный биографический  институт
Серебряная «Медаль Спасения» 2005  ФЕОР
«Отличник просвещения СССР» 1987 Министерство просвещения  СССР
Заслуженный деятель Еврейского Совета  Украины 2003
Лауреат премии Израиля «Дело жизни» 2007 Израиль
Лауреат  премии им. Виктора Некрасова  Союз русскоязычных писателей  Израиля
Лауреат литературной премии им . Зандмана и Авраама Коэна  Союз инвалидов и партизан  ВМВ
Почетный гражданин города Хадера

## Семья
•Жена : Рита Юрьевна  Зельвенская  1937  Учитель русского языка и литературы , «Отличник образования МССР»
- Юрий Давидович Зельвенский (род. 1957, Рыбница), кандидат экономических наук, президент Томской еврейской общины, президент Еврейской национально-культурной автономии (ЕНКА) в Томске, член президиума Российского еврейского конгресса, автор монографий «Исследование российского предпринимательства в условиях реформ» (ТГУ, 2006), «Исследование возможностей и путей регулирования российской предпринимательской системы» (ТГУ, 2006), «Макроэкономическая нестабильность и её влияние на предпринимательские риски в России» (ТГУ, 2006).[10][11]
- Александр Давидович Зельвенский, директор объеднинения «Сибирское научное агентство» в Томске.[12] На средства братьев Зельвенских был открыт памятник жертвам Холокоста в Рыбнице.[13][14]

## Книги
- Подвиг зовёт. Новосибирск: Западно-Сибирское книжное издательство, тираж 30000 экз  1974.
- Искры негасимые. Новосибирск: Западно-Сибирское книжное издательство, Тираж 30000экз1 1976 .[15]
- У древка сыновья и внуки: о воинских знамёнах. Новосибирск: Западно-Сибирское книжное издательство 15000 экз, 1979..
- Томичи в боях за Родину (серия буклетов). Всероссийское общество охраны памятников истории и культуры, Томское областное отделение. Составитель Д. А. Зельвенский. Томск: РИО Упрполиграфиздат, 1979.
- Храброе сердце Сибири: Люди и символы, исторические этюды. Томск: Томский государственный университет, 2004
- Легенда о Днестровских Маккавеях. Хадера, 2010.[16][17]
- Код надежды (очерки и воспоминания). Хадера, 2012.